# Ferčej
Ferčej je priimek v Sloveniji, ki ga je po podatkih Statističnega urada Republike Slovenije na dan 1. januarja 2010 uporabljalo 17 oseb in je med vsemi priimki po pogostosti uporabe uvrščen na 14.193. mesto.

## Znani nosilci priimka
- Dani(jel) Ferčej, športnik veslač
- Darja Ferčej Temeljotov, dr. farmacije, vodja strateških programov v Sandozovem Razvojnem centru Slovenija (Lek)
- Jerca Ferčej Cencelj (1920 - 1994), agrokemičarka in pedologinja
- Jože Ferčej (1917 - 2009), agronom, govedorejski strokovnjak, univ. profesor